# Euphilotes glaucon
Euphilotes glaucon is een vlinder uit de familie van de Lycaenidae. De wetenschappelijke naam van de soort is voor het eerst gepubliceerd in 1871 door William Henry Edwards.
De soort komt voor in het westen van de Verenigde Staten.